# Regional Cargo
Regional Cargo era uma companhia aérea mexicana de carga. A sua sede está localizada no Aeroporto Internacional de Querétaro e em Colón, Querétaro, perto da cidade de Querétaro.

## História
A Regional Cargo foi fundada por Juan Rodríguez Anza, Ernesto Díaz González e Juan Ignacio Steta em 2006. A companhia aérea iniciou suas operações na cidade de Querétaro em 7 de julho de 2006.

## Frota

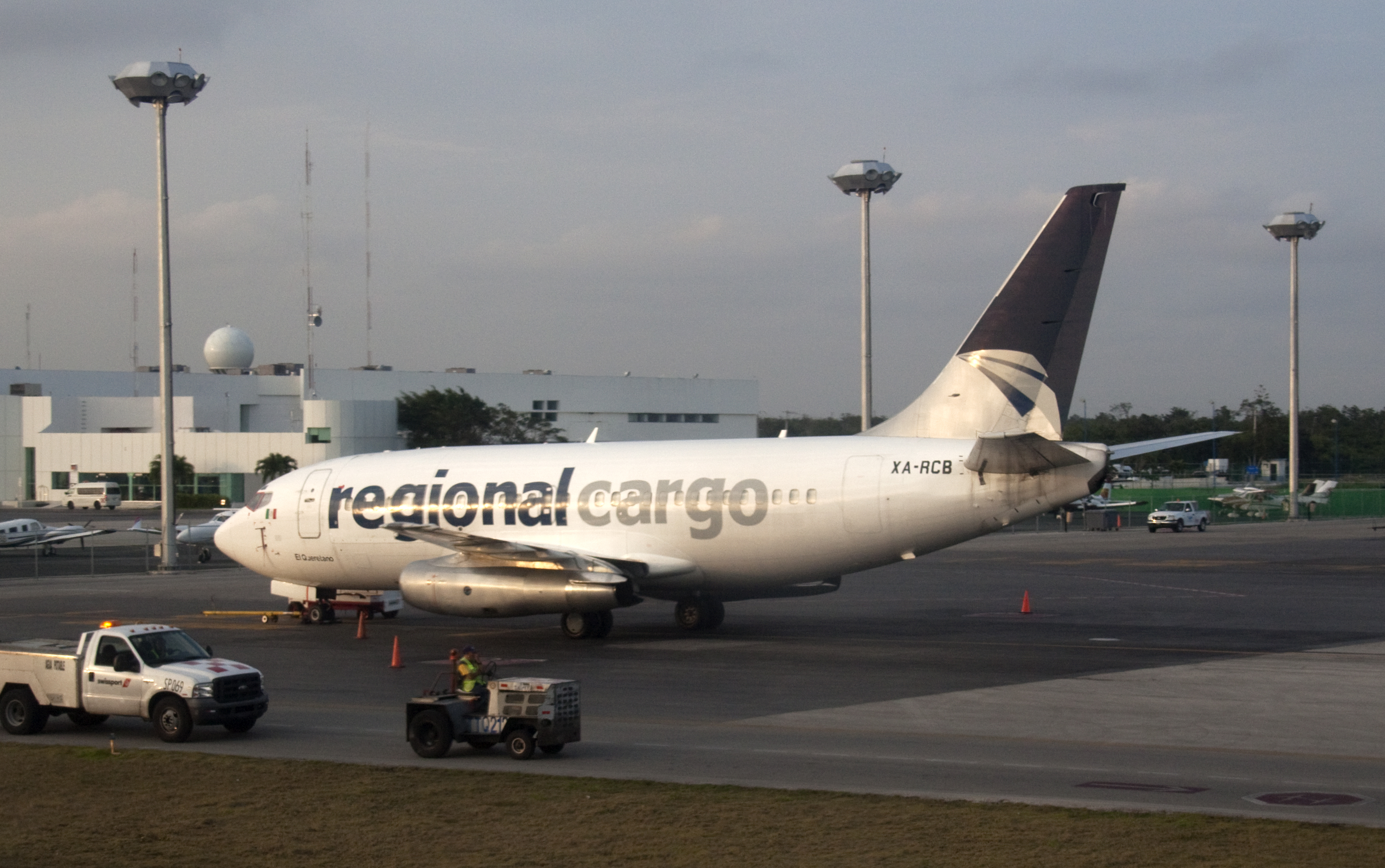
Um Boeing 737-200C da Regional Cargo

A frota da Regional Cargo consistia nas seguintes aeronaves (Maio de 2008):
| Aeronaves       | Total | Notas |
| --------------- | ----- | ----- |
| ATR 42-300F     | 1     |       |
| Boeing 737-200C | 1     |       |
| Total           | 2     |       |